# John Kibowen
John Kipkemboi (John) Kibowen (Changach, 21 april 1969) is een Keniaanse langeafstandsloper die is gespecialiseerd in de 5000 m en het veldlopen. Hij is geboren in Changach dat in het zuiden van het voormalige district Keiyo ligt.
In 1998 en 2000 werd hij wereldkampioen veldlopen (korte afstand). In het jaar 1999 was hij uitgeschakeld wegens een blessure.
Op het WK 2001 in Edmonton won hij achter Richard Limo (goud) en Millon Wolde (zilver) een bronzen medaille op de 5000 m in een tijd van 13.05,20. In 2003 werd hij tweede op het WK veldlopen en derde op de wereldatletiekfinale. Hij vertegenwoordigde Kenia op de Olympische Spelen van 2004 in Athene en werd zesde op de 5000 meter.
John Kibowen won driemaal achtereenvolgens de Parelloop (2001, 2002, 2003). In 2007 besloot hij op 38-jarige leeftijd een punt te zetten achter zijn atletiek carrière. Het WK veldlopen 2007 in Mombassa was zijn laatste wedstrijd.

## Titels
- Wereldkampioen veldlopen (korte afstand) - 1998, 2000

## Persoonlijke records
| Onderdeel      | Prestatie | Datum             | Plaats   |
| -------------- | --------- | ----------------- | -------- |
| 1.500 m        | 3.30,18   | 12 augustus 1998  | Zürich   |
| 1 mijl         | 3.47,88   | 4 juli 1997       | Oslo     |
| 2.000 m        | 4.48,74   | 1 augustus 1998   | Hechtel  |
| 3.000 m        | 7.29,09   | 9 juli 1998       | Oslo     |
| 2 mijl         | 8.21,34   | 3 augustus 2007   | Londen   |
| 5.000 m        | 12.54,07  | 31 augustus 2003  | Parijs   |
| 10 km          | 27.40     | 6 april 2003      | Brunssum |
| halve marathon | 1:02.16   | 23 september 2007 | Porto    |
| marathon       | 2:11.04   | 6 april 2008      | Parijs   |

## Palmares

### 1500 m
- 1998: 4e Grand Prix Finale - 3.33,64

### 1 mijl
- 1997: 7e Grand Prix Finale - 4.06,11

### 3000 m
- 2001: 9e Grand Prix Finale - 7.55,37
- 2003:  Wereldatletiekfinale - 7.38,21

### 5000 m
- 2001:  Keniaanse kamp. - 13.19,5
- 2001:  WK - 13.05,20
- 2002: 4e Keniaanse kamp. - 13.41,12
- 2003:  Afrikaanse Spelen - 13.29,14
- 2003: 4e WK - 12.54,07
- 2004: 6e OS - 13.18,24
- 2005: 6e WK - 13.33,77
- 2005: 8e Wereldatletiekfinale - 13.44,81

### 10 km
- 2003:  Parelloop - 27.40
- 2003: 5e Corrida de Houilles - 29.13
- 2004:  Parelloop - 27.59
- 2005:  Azalea Trail Run in Mobile - 28.38
- 2005:  Crescent City Classic in New Orleans - 28.01
- 2005:  Parelloop - 27.50
- 2007:  Great Yorkshire Run in Sheffield - 28.40

### Marathon
- 2008: 4e marathon van Parijs - 2:11.03
- 2008: 8e marathon van Amsterdam - 2:11.28

### Veldlopen
- 1998:  WK (korte afstand) in Marrakech - 10.43
- 2000:  WK (korte afstand) in Vilamoura - 11.11
- 2001: 7e WK (korte afstand) in Oostende - 12.49
- 2003:  WK (korte afstand) in Lausanne - 11.04
- 2004: 32e WK (korte afstand) in Brussel - 12.12
- 2006: 12e WK (lange afstand) in Fukuoka - 36.21

### Golden League-podiumplekken
1500 m
- 1998:  Golden Gala – 3.31,08
- 1998:  Weltklasse Zürich – 3.30,18

1 mijl
- 2000:  Bislett Games – 3.49,87

3000 m
- 1998:  Bislett Games – 7.29,09
- 1998:  Memorial Van Damme – 7.33,43
- 2003:  Memorial Van Damme – 7.32,01

5000 m
- 2001:  Bislett Games – 13.02,88
- 2002:  Bislett Games – 12.58,61
- 2003:  Weltklasse Zürich – 13.01,01
- 2004:  Weltklasse Zürich – 13.01,69
- 2005:  Bislett Games – 13.07,74